# Kirył Hryszczanka
Kirył Uładzimirawicz Hryszczanka (błr. Кірыл Уладзіміравіч Грышчанка; ur. 23 lipca 1991 roku) – białoruski zapaśnik walczący w stylu klasycznym. Piąty na mistrzostwach świata w 2017 roku.
Ósmy w mistrzostwach Europy w 2014. Akademicki wicemistrz świata w 2016. Dziewiąty w Pucharze Świata w 2013. Drugi na Światowych Igrzyskach Sportów Walki w 2013. Drugi w MŚ juniorów w 2011, a trzeci na ME w 2010 roku.
Podczas Igrzysk Europejskich 2019 został przyłapany na stosowaniu niedozwolonych środków dopingujących, za co stracił złoty medal, który początkowo wywalczył w kategorii 130 kg w stylu klasycznym.